# Кишон, Эфраим

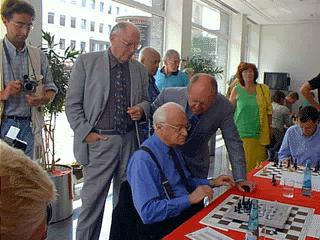
Эфраим Кишон в Дортмунде, 2001

Эфраим Кишон (урожд. Ференц Хофман венг. Kishont Ferenc, ивр. אפרים קישון‎, 23 августа 1924, Будапешт — 29 января 2005, Аппенцелль) — израильский писатель, драматург и журналист, классик современной израильской юмористики. Уроженец Венгрии. С 1950 года писал на иврите. Лауреат Государственной премии Израиля (2003).

## Биография
Родился в Будапеште, в эмансипированной семье, родной язык — венгерский. Изучал скульптуру и живопись. С приходом немцев в Венгрию в 1944 году попал в концлагерь, откуда сумел бежать, изготовив фальшивые документы.
Первое написанное им произведение — роман «Козлы отпущения» (1945), который он писал среди развалин разбомбленного Будапешта.
С 1946 года стал «номенклатурщиком» — был заместителем главного редактора венгерского сатирического журнала «Ludas Matyi».
В 1949 году нелегально покинул Венгрию в знак протеста против коммунистического режима и поселился в Израиле.
Публиковаться начал в газете на лёгком иврите «Омер». С 1952 по 1981 год вёл ежедневную колонку «Хад Гадья» в газете «Маарив». В 1953 году в государственном театре Габима была поставлена его пьеса «Слава бежит впереди него».
Книги Кишона при его жизни издавались ежегодно. Это были как сборники новых рассказов, так и уже опубликованных. Основной жанр писателя — короткий юмористический рассказ. Его перу принадлежат также путевые очерки, статьи, книга о модернизме «Сладкая месть Пикассо», книга «Еда — мое любимое блюдо». Второй канал израильского ТВ снял 4-серийный фильм «Страдания Кишона» по «Семейной книге».
В немецкоязычных странах Кишон является одним из самых популярных иностранных писателей.
Друг Кишона, австрийский писатель и журналист Фридрих Торберг, перевел многие рассказы Кишона на немецкий язык. Торберг не знал иврит и поэтому переводил с английского. С 1981 года Кишон жил в Аппенцелле (Швейцария).
В 2002 году, после десятилетий упорного игнорирования истеблишментом, знаменитый израильский писатель-сатирик Эфраим Кишон был удостоен Государственной премии Израиля. В том же году умерла от рака героиня многочисленных рассказов Кишона — его «маленькая жена» Сара. За рубежом Сару Кишон встречали как королеву, а в Израиле не узнавали ни её, ни даже Эфраима.

Сейчас обо мне говорят, что я совершил «камбек»… Я с такой формулировкой не согласен. «Камбек» совершило израильское общество. […] Один журналист спросил меня, кому я более всего обязан получением Премии Израиля. Я ответил: Арафату…
— Эфраим Кишон, 2002
Умер в своём доме в Швейцарии, похоронен в Тель-Авиве.
Книги Кишона на иврите переиздаются ежегодно. Суммарные тиражи его книг на иврите превышают тиражи книг всех других писателей Израиля, вместе взятых, и уступают лишь Библии (ТАНАХу). Наиболее полным считается собрание сочинений издательства «Маарив» — три книги рассказов, два романа, сборник пьес.

## Семья
От первого брака с уроженкой Венгрии Хавой Кламер имел сына Рафаэля (Рафи) (р. 1957), ставшего известным израильским ветеринаром. После развода с первой женой в 1959 году женился на уроженке Палестины Саре Липович, с которой имел сына Амира (р. 1964) и дочь Ренану (р. 1968).
Сара Кишон была владельцем известной тель-авивской художественной галереи, приобретённой на гонорары мужа. После смерти Сары галереей занимается Ренана. Рафи, Амир, Ренана, Сара («моя маленькая жена») описаны под своими именами в «Семейной книге».
После смерти второй жены (в 2002 году) женился в третий раз на австрийской писательнице Лисе.

## Произведения

### Книги
На русский язык переведены книги:
- «Семейная книга» (перевод Марьяна Беленького) Издательство Гешарим, 2002. — ISBN 5-93273-100-1
- «Козлы отпущения» (перевод Марьяна Беленького) Издательство Гешарим, 2002. — ISBN 5-93273-113-3
- «Лиса в курятнике» (перевод Марьяна Беленького) Издательство Гешарим, 2002. — ISBN 5932731122 (ошибоч.)
- «Это мы — израильтяне» (перевод Александра Крюкова). Издательство Гешарим, 2004. — ISBN 5-93273-145-1
- «Существует ли израильский юмор?» (перевод Глории Раскиной)
- В 2017 году издательство «Гешарим-Мосты культуры» осуществило переиздание романов «Козлы отпущения», «Лиса в курятнике» и сборника рассказов «Это мы — израильтяне» в одной книге.

Книги Кишона переведены на все европейские языки, а также на китайский.

#### Рецензии на книги Кишона в русском переводе
- Семейная книга, рассказы. Эфраим Кишон, 2002 год
- Козлы отпущения.
- https://web.archive.org/web/20050416173856/http://www.jewish.ru/994166441.asp
- http://www.knigoboz.ru/news/news140.html
- «Лиса в курятнике»

### Пьесы
- «Ктуба» (1953);
- «Выйми штеккер, чайник закипел» (1968);
- «Эй, Джульетта!» (1972);
- «Салах Шабати», мюзикл (1988);

Пьеса Кишона «Эй, Джульетта!» была поставлена в 60 странах мира и является одной из самых популярных пьес мирового репертуара:
- Франция:[4]
- Турция:[5]
- Филиппины:[6][7]
- Норвегия:[8]
- Чехия:[9]
- Япония:[10]

Немецкое название пьесы: «Es war die Lerche» («Это был жаворонок»). Пьеса на немецком идёт более чем в 100 театрах Германии, Австрии, Швейцарии.
На русском языке (переводчик Марьян Беленький) пьеса поставлена
- в Черниговском молодёжном театре на Украине[11]
- в театре «Алии и комедии» в Израиле[12],
- в Северном драмтеатре г. Тара, Омской области[13]
- Пьеса «Ктуба» («Брачный договор») поставлена:
- ТЮЗ Волгоград
- Николаевский русский театр
- Сарапул, гортеатр
- Новочеркасск, гортеатр
- Театр «Хаверим», Нью Йорк
- Театр им. Горького, Симферополь
- Театр «Актер», Киев
- Курск, театр им Пушкина
- Академический драмтеатр, Нижний Новгород
- Театр «Миллениум» Москва (под названием «Еврейское счастье»)
- Мурманский драмтеатр
- Благовещенск, драмтеатр
- Кропивницкий (перевод Марьяна Беленького с иврита на украинский)

### Кинофильмы
Эфраим Кишон поставил по своим сценариям 5 фильмов:
- «Салах Шабати» (1964). В главной роли — Хаим Тополь. Фильм удостоен ряда международных призов, по нему был поставлен мюзикл в США. Фильм повествует о судьбе репатрианта из Марокко в Израиле, отражая покровительственную точку зрения ашкеназского истеблишмента на репатриантов из стран Востока, представляя их глупыми недотёпами, не приспособленными к современной жизни.
- «Канал Блаумильх» (1969). Сбежавший из больницы сумасшедший начинает рыть канаву посреди шумной тель-авивской магистрали. Все окружающие воспринимают это как само собой разумеещееся явление.
- «Полицейский Азулай» (1971). В главной роли — Шайке Офир. Мелодрама о судьбе полицейского, доброта и покладистость которого мешают ему выполнять свою работу.
- «Арбинка». В главных ролях: Хаим Тополь, Гила Альмагор. Фильм поставлен по рассказам Кишона.
- «Лиса в курятнике» (по одноимённому роману). В главных ролях: Шайке Офир, Сефи Ривлин. Прожжённый политикан-функционер социалистической партии Маарах приезжает на отдых в глухую деревню и, от нечего делать, затевает там активную политическую деятельность, ведь больше он ничего делать не умеет. В результате его деятельности вся деревня раскалывается на два непримиримых враждебных лагеря. Начинаются интриги, подсиживания. Крестьяне настолько увлекаются политикой, что забывают о ремонте плотины, и деревню сносит селевым потоком.

Продюсер фильмов — Менахем Голан. В 2008 г Менахем Голан снимал фильм «Брачный контракт» по пьесе Кишона «Ктуба».
- В 2006 году в Иерусалиме снят документально-игровой фильм на русском языке о жизни и творчестве Кишона (режиссёр — Гидеон Дубинский).
- В 2007 году им же снято продолжение этого фильма.